# 450 aC
El 450 aC va ser un any del calendari romà prejulià. Era l'any 304 ab urbe condita, o de la fundació de Roma. La denominació 450 aC per a aquest any s'ha emprat des de l'edat mitjana, quan el calendari Anno Domini va ser el mètode més usat a Europa per a anomenar els anys.

## Esdeveniments
- Data aproximada en què Parmènides i el seu deixeble Zenó d'Elea, fan un viatge diplomàtic a Atenes, per tal d'intentar convèncer a Pèricles que fes una aliança entre les ciutats d'Elea i Atenes. Coneixen al jove Sòcrates, i tenen amb ell una llarga conversa que, pel que sembla, Plató va copiar aproximadament, en el futur diàleg platònic Parmènides, unes dècades després. Zenó d'Elea es va quedar molts anys a viure a Atenes, a diferència de Parmènides, que, un cop acabada la feina diplomàtica, va tornar a Elea, la seva ciutat natal.[2][3]
- Ducetius, rei dels sículs, va organitzar un atac a una ciutat propera a Agrigent, que va provocar la guerra d'aquesta ciutat i de Siracusa. Les dues ciutats conjuntament el van derrotar en una gran batalla. Els seus seguidors es van dispersar. Ducetius, en veure's abandonat i amb por que el traïssin, es va entregar als siracusans com a suplicant i demanant gràcia. No el van matar, i el van enviar exiliat a Corint.[4]
- A Roma van ser elegits per un segon decemvirat que havia de continuar les tasques legislatives (Decemviri Legibus Scribundis Consulari Imperio): Api Claudi Cras, Marc Corneli Maluginense, Luci Sergi Esquilí, Luci Minuci Esquilí Augurí, Quint Fabi Vibulà, Quint Peteli Libó Visol, Tit Antoni Merenda, Cesó Duïli Llong, Espuri Opi Còrnicen i Mani Rabuleu.[5]

## Naixements
- Alcibíades, general i polític d'Atenes. Tucídides. Història de la Guerra del Peloponnès, I, 113